# Hermann Buchner (Waffen-SS)
Hermann Buchner (Waffen-SS) (16 de janeiro de 1917 - 17 de novembro de 1944) foi um oficial alemão que serviu durante a Segunda Guerra Mundial. Foi condecorado com a Cruz de Cavaleiro da Cruz de Ferro.

## Carreira

### Patentes
SS-Hauptsturmführer

### Condecorações
| Cruz de Ferro 2ª Classe                                |
| Cruz de Ferro 1ª Classe                                |
| Cruz de Cavaleiro da Cruz de Ferro 16 de junho de 1944 |